# 大花钗子股
大花钗子股（学名：Luisia magniflora）为兰科钗子股属下的一个种。

## 扩展阅读
- 維基物種上的相關：大花钗子股